# كلنكوة أحادية الزهرة
كلنكوة أحادية الزهرة (الاسم العلمي:Kalanchoe uniflora) هي نوع من النباتات تتبع جنس الكلنكوة من الفصيلة الكرسولية.